# Levente Novák
Levente Novák (n. 19 octombrie 1984, Târgu Mureș, România) este un senator român, ales în 2024 din partea UDMR. 